# أهل أوطاط (أولاد عبد الكريم)
أهل أوطاط هو دُوَّار يقع بجماعة الرميلة، إقليم بولمان، جهة فاس مكناس في المملكة المغربية. ينتمي الدوّار لمشيخة أولاد عبد الكريم التي تضم 3 دواوير. يقدر عدد سكانه بـ 436 نسمة حسب الإحصاء الرسمي للسكان والسكنى لسنة 2004.

## روابط خارجية
- البوابة الوطنية للجماعات الترابية
- المندوبية السامية للتخطيط